# 萊克亨利 (明尼蘇達州)
萊克亨利（英語：Lake Henry）是一個位於美國明尼蘇達州斯特恩斯縣的城市。

## 人口
根據2020年美國人口普查的數據，萊克亨利的面積為0.51平方千米，皆為陸地。當地共有人口72人，而人口密度為每平方千米141人。